# Dagoberto López
Dagoberto López Medrano (San Miguel; 10 de mayo de 1963) es un exfutbolista salvadoreño que se desempeñaba como delantero.

## Selección nacional
El 29 de julio de 1984, anotó el último gol de la selección de El Salvador en la victoria de 5-0 frente a Puerto Rico, partido correspondiente de la ida de la ronda preliminar del Campeonato de Naciones de la Concacaf de 1985.

### Participaciones en Campeonatos Concacaf
| Copa                                          | Sede   | Resultado     | Partidos | Goles |
| --------------------------------------------- | ------ | ------------- | -------- | ----- |
| Campeonato de Naciones de la Concacaf de 1985 | Varias | Cuarto puesto | 2        | 0     |

## Clubes
| Club          | País        | Año       |
| ------------- | ----------- | --------- |
| Dragón        | El Salvador |           |
| Independiente | El Salvador | 1983-1985 |
| Suchitepéquez | Guatemala   | 1985      |
| Águila        | El Salvador | 1985-1995 |

## Palmarés

### Títulos nacionales
| Título           | Equipo | País        | Año     |
| ---------------- | ------ | ----------- | ------- |
| Primera División | Águila | El Salvador | 1987-88 |